# أندرو دوسن
أندرو دوسن (بالإنجليزية: Andrew Dawson)‏ هو ملحن ومنتج أسطوانات ومهندس ومهندس الصوت أمريكي، ولد في 12 مارس 1980.

## وصلات خارجية
- الموقع الرسمي
- أندرو دوسن على موقع ميوزك برينز (الإنجليزية)
- أندرو دوسن على موقع أول ميوزيك (الإنجليزية)
- أندرو دوسن على موقع ديسكوغز (الإنجليزية)